# Ivo Ulich
Ivo Ulich (* 5. September 1974 in Opočno) ist ein ehemaliger tschechischer Fußball- und derzeitiger Futsalspieler.

## Karriere als Fußballspieler

### Verein
Ulich begann als Zehnjähriger bei Spartak Nové Město mit dem Fußballspielen. Über die Stationen TJ Náchod, Spartak Hradec Králové, VTJ Karlovy Vary und SK Hradec Králové kam er 1996 zum tschechischen Spitzenklub Slavia Prag, für den er fünf Jahre spielte. Mit Slavia wurde er 1997 und 1999 tschechischer Pokalsieger und schaffte auch den Sprung in die tschechische Nationalmannschaft.
Im Jahr 2001 wechselte Ulich zu Borussia Mönchengladbach in die Fußball-Bundesliga. Nach vier Jahren verließ Ivo Ulich, der das erste Tor im Borussia-Park erzielte, Borussia Mönchengladbach und ging vorerst auf Leihbasis bis Januar 2006 in die japanische J. League zu Vissel Kōbe. Nachdem Kōbe in die 2. Liga abstieg, kam Ivo zurück nach Mönchengladbach. Dort löste er den Vertrag mit der Borussia, um sich einen neuen Klub suchen zu können.
Seitdem waren mehrere Vereine am Mittelfeldspieler interessiert, Ulich entschied sich für das Angebot des Zweitligisten Dynamo Dresden und unterzeichnete einen Vertrag bis 2009. Für Dynamo debütierte er am 22. Februar 2006, als er beim 1:0-Sieg am 17. Spieltag gegen Hansa Rostock in der Anfangself stand. Er kam für die Sachsen in der Rückrunde zu 16 Einsätzen, bei denen er zwei Tore erzielte, und stieg mit Dynamo Dresden in die Regionalliga ab. Ulich hielt den Dresdnern die Treue und kam in der Regionalliga Nord auf 34 Einsätze, bei denen er vier Treffer erzielte. Die Dresdner belegten den siebten Tabellenplatz, womit der direkte Wiederaufstieg verpasst wurde. In der Folgesaison spielte Ulich in 25 Spielen. Hierbei erzielte er fünf Tore und errang mit dem Klub den achten Platz, der zur Qualifikation für die neugegründete 3. Liga ausreichte. Im Sommer 2008 beendete Ulich seine aktive Karriere. Eduard Geyers Nachfolger Ruud Kaiser wollte den Tschechen von einer Fortsetzung der Spielerkarriere überzeugen, jedoch blieb Ulich bei seiner Entscheidung und löste den Vertrag auf.

### Nationalmannschaft
Am 23. September 1997 lief Ulich beim 2:0-Sieg im WM-Qualifikationsspiel in Attard gegen Malta erstmals für die tschechische Nationalmannschaft auf. Am 29. April 2000 absolvierte er beim 4:1-Sieg im Freundschaftsspiel in Prag gegen Israel sein achtes und letztes Länderspiel. Hierbei erzielte er sein einziges Tor. Seit seinem Wechsel in die deutsche Bundesliga wurde er nicht mehr berücksichtigt.

## Futsalkarriere
Danach begann Ulich seine Futsalkarriere. In der Saison 2008/09 spielte er für den Erstligisten SELP Mladá Boleslav, in acht Spielen erzielte er drei Tore. Im Sommer 2009 zog SELP nach Prag und fungierte fortan als Slavia Prag, so dass Ulich zum zweiten Mal in seiner Sportlerlaufbahn für Slavia spielt.